# Pico das Almas
O Pico das Almas, localizado na Serra das Almas, marco divisor dos municípios de Livramento de Nossa Senhora e Rio de Contas na Chapada Diamantina, região central do estado brasileiro da Bahia. É o terceiro ponto mais elevado da Região Nordeste do Brasil, com 1 958 metros de altitude. Foi durante muito tempo considerado o ponto culminante do estado e da região.

## Acesso e características

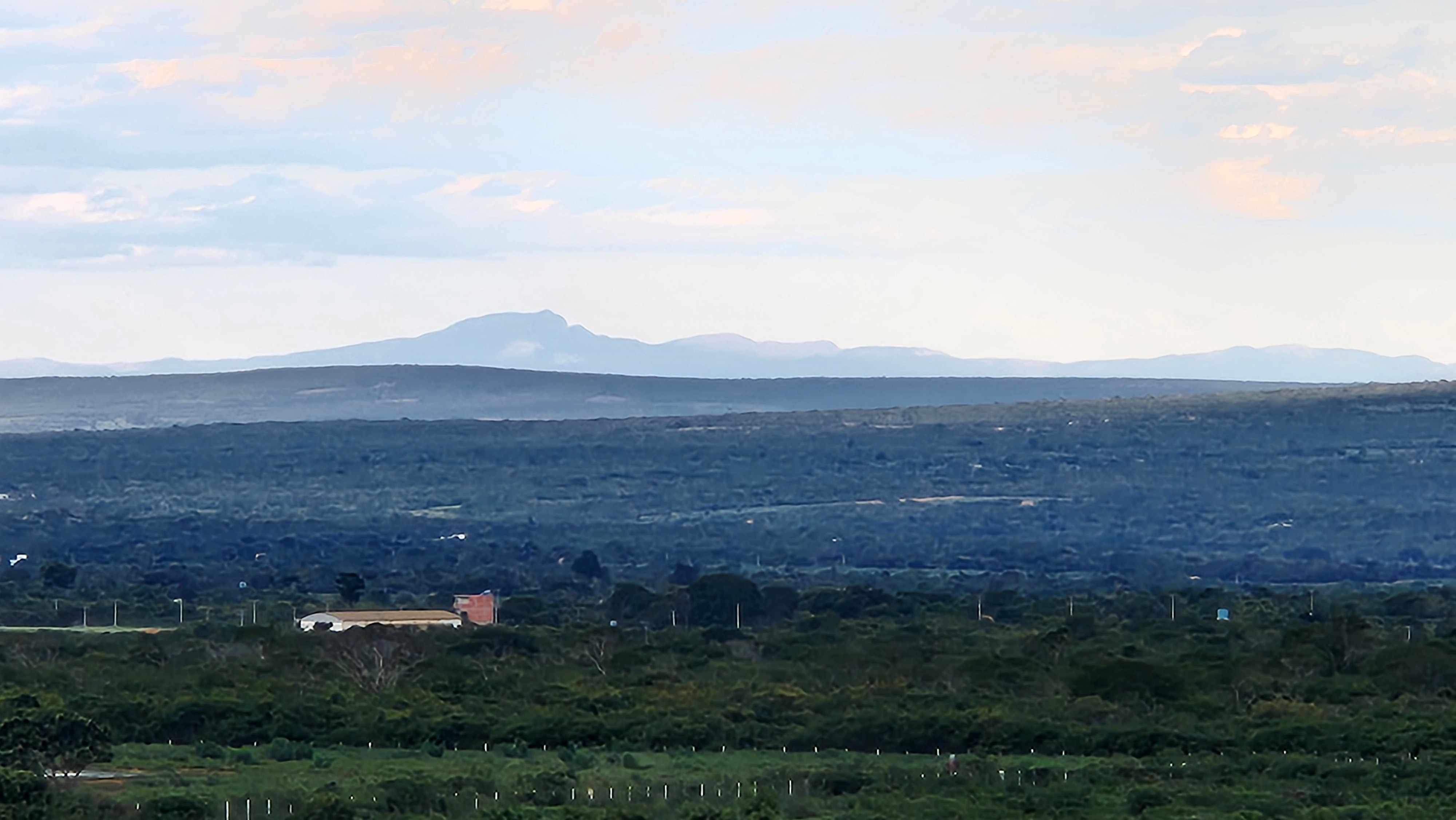
O pico visto a mais de 80 km, a partir do Aeroporto de Caetité

A partir do povoado de Brumadinho, no distrito de Mato Grosso (Rio de Contas), o acesso até a Fazenda Silvina é por estrada de terra. Dali uma trilha passa no Vale do Queiroz até se atingir o pico, numa distância da cidade de Rio de Contas até lá de dezoito quilômetros.
O tipo de rocha que predomina são metarenitos e metaconglomerados, típicos da Formação Ouricuri do Ouro que ali sofreram as forças do processo orogênico que provocaram grandes zonas de cisalhamento, patenteado em rochas colocadas na vertical visíveis no Vale do Queiroz.

## Flora
Sua relevância botânica levou o Royal Botanic Garden do Reino Unido a publicar em 1995 a obra Flora of the Pico das Almas, no qual identificaram várias novas espécies no Pico e seu entorno; apesar de a legislação ambiental vigente no Brasil determine a proteção compulsória da vegetação em áreas com altitude superior a 1 800 m, inexistem medidas para a proteção ambiental do lugar, sendo talvez a única área de cume no país sem um programa de defesa vigente até 2009.

## Turismo de aventura
Importante ponto turístico da região, suas trilhas atraem visitantes de diversos lugares, durante todo o ano.
A partir de Rio de Contas são dezoito quilômetros de estrada de terra, e depois uma caminhada de seis quilômetros com a chegada numa subida bastante íngreme. A trilha até o topo é considerada de alta dificuldade.